# الزهراني (قرية)
الزهراني هي إحدى القرى اللبنانية من قرى قضاء النبطية في محافظة النبطية.